# Paul Mattick
Paul Mattick (13 de marzo de 1904 - 7 de febrero de 1981) fue un destacado pensador y economista marxista, alineado desde su juventud con las posiciones del comunismo de izquierda y el ulteriormente desarrollado comunismo de consejos, del cual destaca como uno de sus principales promotores. Militó en el KAPD y en la AAU alemanas hasta que se trasladó a los Estados Unidos, país en el que participó activamente en la organización del movimiento de desempleados posterior al Crac del '29 y la Gran Depresión. Hasta el final de sus días, desarrolló una ingente actividad teórico-política, centrada en la recuperación del núcleo del análisis marxista del modo de producción capitalista, la teoría del valor-trabajo, en el pensamiento y el estudio revolucionarios de los fenómenos económicos contemporáneos. 

## Biografía

### Juventud y militancia
Paul Mattick nació en Pomerania en 1904 y creció en Berlín, en una familia de trabajadores con consciencia de clase. A los 14 años Mattick era ya miembro de la Juventud Socialista Libre (vinculada a los Espartaquistas). En esas fechas Mattick comenzó a trabajar en la empresa Siemens AG, donde fue elegido delegado de los aprendices en el consejo obrero de la compañía durante la Revolución alemana.
Implicado en muchas acciones durante la revolución, varias veces arrestado y amenazado de muerte, Mattick se radicalizó junto con la rama izquierda y de oposición de los comunistas alemanes. Tras la escisión en Heidelberg del KPD (Espartaco) (Partido Comunista de Alemania) y la formación del KAPD (Partido Comunista Obrero de Alemania) en la primavera de 1920, Mattick ingresó al KAPD y trabajó en la organización de la Rote Jugend (Juventud Roja), escribiendo para su periódico.
En 1921, a los 17 años, Mattick se trasladó a Colonia, donde trabajó algún tiempo, hasta que las huelgas, las insurrecciones y un nuevo arresto hicieron imposible encontrar trabajo. En esa época Mattick fue organizador y agitador activo en el KAPD y en la AAU (Unión General de los Trabajadores de Alemania) en la región de Colonia, conoció a Jan Appel y estableció contacto con intelectuales, escritores y artistas que trabajaban en la AAUE (Unión General de los Trabajadores - Organización Unitaria ) fundada por Otto Rühle.

### Emigración a EE. UU.
Con el declive de las luchas radicales masivas y las esperanzas revolucionarias, sobre todo después de 1923, y su situación de desempleo durante varios años, Mattick decidió emigrar a Estados Unidos en 1926, aunque siguió manteniendo contactos con el KAPD y la AAU en Alemania.
En EE. UU. Mattick llevó a cabo un estudio teórico más sistemático de Karl Marx. La publicación de la principal obra de Henryk Grossmann, Das Akkumulations – and Zusammenbruchsgesetz des Kapitalistischen Systems (1929), fue fundamental para Mattick, ya que Grossmann reactualizó la teoría marxiana de la acumulación, que había sido completamente olvidada. Para Mattick la ‘crítica de la economía política’ de Marx se convirtió en un asunto no teórico sino directamente conectado con su propia práctica revolucionaria. Desde entonces Mattick consideró la teoría marxista del desarrollo capitalista y su lógica interna de contradicciones que inevitablemente llevan a la crisis como el fundamento de todo el pensamiento político del movimiento obrero.
Hacia finales de los años veinte Mattick se trasladó a Chicago, donde trató de unificar las diferentes organizaciones de obreros alemanes. En 1931 intentó revitalizar el Chicagoer Arbeiterzeitung, periódico de gran tradición en otros tiempos editado por August Spies y Joseph Dietzgen, pero no tuvo éxito. Por un tiempo se unió al Industrial Workers of the World (Trabajadores Industriales del Mundo), la única organización sindical revolucionaria existente en América (se dice que tenía presencia en EE. UU., Canadá, Australia y otros países) por encima de diferencias nacionales o sectoriales, cuyo objetivo era reunir a todos los trabajadores en "One Big Union" ("Un Gran Sindicato") para así preparar la huelga general que derribaría al capitalismo. Sin embargo, la edad de oro de las huelgas militantes de los wobblies (como eran llamados los activistas del IWW) ya había terminado a principios de los años treinta y sólo el auge del movimiento de desempleados en la Gran Depresión volvió a dar al IWW algún desarrollo regional. En 1933 Paul Mattick elaboró un programa para el IWW tratando de dar a los wobblies un fundamento marxista más sólido, basado en la teoría de Grossman, aunque esto no tuvo ningún efecto en cuanto a la evolución de la organización.

### Correspondencia Consejista Internacional
Tras algún intento fracasado de ejercer influencia externa sobre el United Workers Party, una organización leninista, Mattick fundó en 1934 un grupo consejista con algunos amigos comunistas procedentes del IWW en el que había también algunos miembros expulsados del UWP. El grupo mantuvo contactos con los pequeños grupos de la izquierda comunista germano-holandesa en Europa y publicó la revista International Council Correspondence, que durante los años treinta se convirtió fue el equivalente anglo-americano de la Rätekorrespondenz del Grupo de Comunistas Internacionales holandés. La revista publicó traducciones de artículos y debates europeos junto con análisis económicos y comentarios políticos críticos sobre acontecimientos de actualidad en EE. UU. y otros países.
Además de su trabajo en la fábrica, Mattick se encargó de la mayor parte del trabajo técnico de la revista y fue autor de muchos de los textos que aparecieron en ella. Entre el puñado de personas dispuestas a ofrecer una contribución regular a la revista se encontraba Karl Korsch, que había conocido a Mattick en 1935 y fue amigo personal durante años desde su emigración a EE. UU. a finales de 1936. Cuando el comunismo consejista europeo se convirtió en una corriente "subterránea" y formalmente desapareció en la segunda mitad de los años treinta, Mattick cambió el nombre de "Correspondence", que desde 1938 se denominó Living Marxism, y desde 1942, New Essays.
A través de Karl Korsch y de Henryk Grossman, Mattick contactó con el Institut fur Sozialforschung de Horkheimer (que ha sido considerado el núcleo de la Escuela de Frankfurt). En 1936 escribió para el Instituto una investigación sociológica sobre el movimiento de desempleados en EE. UU. El informe permaneció en los archivos del Instituto durante años y solo fue publicado en 1969 por la editorial Neue Kritik.

### El retiro
Luego de la entrada de Estados Unidos en la Segunda Guerra Mundial y la consecuente campaña de persecución dirigida contra toda la intelligentsia crítica, la izquierda norteamericana fue liquidada por el Macarthismo. Mattick se retiró al campo a principios de los '50, donde logró sobrevivir a través de trabajos ocasionales y su actividad como escritor. En el periodo de posguerra Mattick – al igual que otros – sólo encaró pequeñas y ocasionales actividades políticas, escribiendo artículos cortos para diversos periódicos de vez en cuando.
Desde los 40 y hasta entrados los 50 Mattick se dedicó al estudio de Keynes, y compiló una serie de notas críticas y artículos contra la teoría y práctica keynesiana. En su obra llevó más allá la teoría del desarrollo capitalista de Marx y de Grossman para dar una respuesta crítica a los nuevos fenómenos y apariencias del capitalismo moderno.

### Vuelta a la actividad
Con los cambios generales de la escena política y la renovada emergencia del pensamiento radical en los 60, Mattick pudo realizar algunas contribuciones más extensas e importantes. Uno de sus trabajos principales fue Marx and Keynes. The Limits of Mixed Economy de 1969, el cual fue traducido a varias lenguas y tuvo bastante influencia en el movimiento estudiantil post-1968. Otro trabajo importante fue Critique of Herbert Marcuse – The one-dimensional man in class society, en el cual Mattick rechazó vehementemente la tesis en la cual el proletariado, tal como Marx lo entendió, se había convertido en un "concepto mitológico" en la sociedad capitalista avanzada. Aunque acordó con el análisis crítico que hacía Marcuse de la ideología dominante, Mattick demostró que la propia teoría de la unidimensionalidad sólo existía como ideología. Marcuse afirmó más tarde que la crítica de Mattick sobre su libro fue la única seria.
En los 70 muchos artículos viejos y nuevos fueron difundidos en varios lenguajes para diversas publicaciones. En el año académico 1974-75 Mattick fue un "profesor visitante" en el "rojo" Centro Universitario de Roskilde en Dinamarca. Allí dio lecciones acerca de la crítica marxista de la economía política, sobre la historia del movimiento obrero y sirvió como referente crítico en seminarios con otros invitados como Maximilian Rubel, Ernest Mandel, Joan Robinson y otros. En 1977, completó su última gira de lecciones en la Universidad de la Ciudad de México. Sólo habló dos veces en Alemania Oriental: en 1971 en Berlín y en 1975 en Hanóver.
De esta manera, en sus últimos años, Paul Mattick tuvo éxito en obtener audiencia para sus puntos de vistas en las nuevas generaciones. En 1978 apareció una importante colección de artículos a lo largo de 40 años que fue nombrada Anti-Bolshevik Communism.
Paul Mattick murió en febrero de 1981 dejando un manuscrito casi terminado para otro libro, que fue más tarde editado y publicado por su hijo, Paul Mattick Jr., como Marxism – Last Refuge of the Bourgeoisie?